# Otto Friedrich Gruppe
Otto Friedrich Gruppe, född den 15 april 1804 i Danzig, död den 7 januari 1876 i Berlin, var en tysk författare.
Gruppe, som var sekreterare i de bildande konsternas akademi i Berlin, utgav en mängd arbeten i filosofi och estetik samt lyriska och dramatiska dikter, tillhörande den akademiska epigonlitteraturen. Av hans vetenskapliga verk kan nämnas Deutsche Übersetzungskunst (1859), en monografi över K. Lenz (1861) och det på självständiga forskningar grundade verket Leben und Werke deutscher Dichter (1864-68; 2:a upplagan 1872). I Nordisk familjeboks första upplaga heter det om honom: "Som skald utmärkte han sig genom smak i formbehandlingen, men alla hans vittra arbeten bära en akademisk prägel, till följd hvaraf de ej kunna åstadkomma något djupare intryck."